# Chlorotettix tunicata
Chlorotettix tunicata är en insektsart som beskrevs av Ball 1900. Chlorotettix tunicata ingår i släktet Chlorotettix och familjen dvärgstritar. Inga underarter finns listade i Catalogue of Life.